# Antonio de Torquemada
Antonio de Torquemada (Astorga, León, España, 1507? - 1569) fue un escritor español del Renacimiento. 

## Biografía
Debió de nacer en Astorga, provincia de León, en la primera década del siglo XVI. Cuando tenía diez años su familia se trasladó a Salamanca y allí emprendió estudios humanísticos sin carácter oficial, porque no  se concluyeron con título alguno. Entre 1528 y 1530 estuvo en Italia, tras un lance picaresco que le dejó dos meses en Cerdeña tras ser desplumado por un cura fullero, como él mismo refiere; luego lo volvió a encontrar en Roma. Fue secretario de Antonio Alfonso de Pimentel, Conde de Benavente, y tuvo acceso a su enorme biblioteca; compuso obras muy populares en España, Francia, Italia e Inglaterra, a cuyas lenguas fueron traducidas la mayoría, siendo la más famosa una miscelánea, el Jardín de flores curiosas, que se hallaba terminando en 1568 y publicó en Salamanca, 1570. Publicó además El Ingenio, o juego de marro, de punto, o damas... (Valencia, 1547), obra que se ha perdido; unos Coloquios satíricos (Mondoñedo, 1553); un libro de caballerías: Don Olivante de Laura (Barcelona: Claude Bornat, 1564) y un Manual de escribientes (1574) para secretarios.
Sin embargo, desde los años ochenta Govert Westerveld tiene como hipótesis que Antonio de Torquemada nunca escribió el primer libro del Juego de las Damas, atribución generalizada entre los historiadores. Otra vez pudo confirmar José Antonio Garzón Roger mediante profundas investigaciones y documentos la certeza de las ideas de Westerveld, localizando el error bibliográfico.

## Obra
Sus Coloquios satíricos (1553) se desarrollan en un marco pastoril que se adelanta a la introducción de la novela pastoril. Está dedicada a Antonio Alfonso de Pimentel, conde de Benavente, para quien trabajaba como secretario. Es una serie de diálogo sobre la gula, el excesivo adorno y atavío, los malos médicos y los peores boticarios; se mezclan frecuentemente cuentos al estilo de los del Patrañuelo de Juan de Timoneda o el Coloquio de los perros de Cervantes.
Sus obras completas han sido editadas recientemente: Obras completas (Madrid: Turner, 1994-1997).

### Jardín de flores curiosas

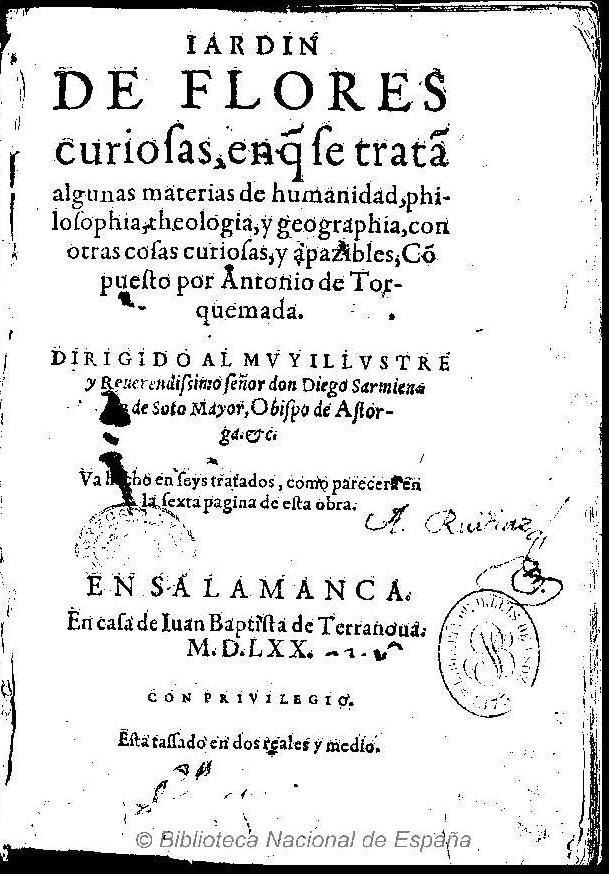
Jardín de flores curiosas, 1570.

Su obra más célebre, que es citada por Miguel de Cervantes en el sexto capítulo de la primera parte del Quijote censurando su excesiva credulidad en disparates y fantasías, es el Jardín de flores curiosas, en que se tratan algunas materias de humanidad, philosophia, theologia y geographia, con otras curiosas y apacibles (Salamanca, en casa de Iuan Baptista de Terranova, 1570), editada de forma póstuma, un año después de su muerte, por sus hijos Luis de Torquemada y Jerónimo de los Ríos, que se divide en seis tratados en forma de diálogo pertenecientes al género de la miscelánea donde se comentan fenómenos sobrenaturales y monstruosos: seres prodigiosos, como pigmeos, amazonas, sátiros, cinocéfalos, ...; propiedades de ríos, fuentes, lagos, el Paraíso terrenal, y sus cuatro ríos; fantasmas, visiones, trasgos, encantadores, hechiceros, brujas, saludadores; astrología. Los dos últimos, las tierras septentrionales: geografía, prodigios y animales. Cita autores clásicos, como Aristóteles, Plinio el Viejo, Boecio, Aulo Gelio, Solino, Plutarco, Claudio Eliano o Apolonio de Tiana, Padres de la Iglesia, como San Agustín o San Jerónimo, y modernos, como Pero Mexía y, especialmente, Saxo Gramático y Olaus Magnus, autor de la Historia de gentibus septentrionalibus (Roma, 1555).
La obra gozó de gran difusión, pero fue incluida en el Índice de los libros prohibidos por la Inquisición, primero en Portugal (1581), y después en España (1632).
Fue traducida al francés (1579), por Gabriel Chappuys, al italiano (1590) por Celio Malespini, al inglés por Ferdinando Valker [publicada bajo el título The Spanish Mandeville of Miracles or the Garden of Curious Flowers (London, by James Roberts for Edmund Mates, 1600) [STC 2nd. edition, 24135], y al alemán (1626), por G. F. Messerschmiden, sobre la traducción italiana de Malespina.
De esta obra, existe edición moderna: "Jardín de flores curiosas", edición de Giovanni Allegra, Madrid: Castalia, 1983. ISBN 978-84-703-9405-3.
En estas obras aparece por primera vez en la literatura simios que interactúan con féminas al estilo de King Kong. Tema que después fue retomado por el jesuita Martín del Río.